# Chucky kultusza
Chukcy kultusza (eredeti címén: Cult of Chucky) 2017-ben bemutatott amerikai pszichothriller-horrorfilm, melyet Don Mancini írt és rendezett. A Gyerekjáték filmsorozat hetedik része. A főszereplők Brad Dourif mint Chucky, Fiona Dourif, Alex Vincent, Jennifer Tilly és Summer H. Howell. Mindannyian visszatérő szereplők az előző hat filmből. A történet onnan folytatódik, ahol a Chucky átka végén befejeződött.
A filmet kizárólag DVD-n és blu-rayen adták ki, az Egyesült Államokban 2017. október 3-án, Magyarországon pedig december 8-án.

## Cselekmény
Négy évvel a Chucky átka eseményei után a felnőtt Andy Barclay még mindig magánál tartja Chucky fejét, amely eszméleténél van és eltorzult, miután a férfi többször megkínozta őt bűnei megtorlásaként. Eközben a kerekesszékhez kötött Nica Pierce az elmúlt négy évet egy elmegyógyintézetben töltötte: annak idején családja meggyilkolásának vádjával zárták oda (amit valójában Chucky követett el). A terápia után már úgy véli, ő a felelős a gyilkosságokért és Chucky az ő pszichózisának megnyilvánulása volt. Dr. Foley, Nica orvosa átszállíttatja őt a közepes biztonságú Harrogate Pszichiátriai Kórházba.
A csoportterápián Nica találkozik Malcolmmal, egy disszociatív személyiségű férfival, egy Angela nevű idős nővel, aki halottnak hiszi magát, Claire-rel, aki felgyújtotta a házát és Madeleine-nel, aki megfojtotta újszülött kisfiát. Dr. Foley bevezet egy technikát, amely egy Jófiú babát foglal magába. A legtöbb pácienst zavarba hozza a baba, kivéve Madeleine-t, aki a saját babájaként kezeli.
Nicát meglátogatja unokahúga, Alice törvényes gyámja, Tiffany Valentine. Tiffany közli a megdöbbent Nicával Alice halálhírét. Tiffany egy jófiú babát hagy Nicára, amelyről azt állítja, Alice ajándéka volt. Aznap este Chucky felébred és felfedezi Nica öngyilkossági kísérletét. Másnap reggelre Nica csuklóját összevarrták, rajta egy üzenettel: "ne olyan hevesen". Rájön, hogy Angelát megölték és a lány a "Chucky tette" üzenetet hagyta hátra. Miután azt is megtudja, hogy Valentine volt Charles Lee Ray barátnőjének vezetékneve, Nica megérti: Chucky valódi. Madeleine testi épségét féltve Nica megpróbálja figyelmeztetni Malcolmot. Madeleine azonban a babát és Malcolmot is egy üres sírba löki. Az ápolók megmentik Malcolmot.
Claire egy szemétledobóba hajítja Chuckyt, de az megharapja a karját. Az ápolószemélyzet elkábítja Claire-t, mert azt hiszik, kárt tett önmagában. Chucky ezután megöli Claire-t, egy sűrített levegős tartályt lőve a tetőablakba, melynek hatására az üvegszilánkok lefejezik a nőt. Andy az interneten értesül a gyilkosságokról és rájön, Chuckynak valahogy sikerült egyszerre több testben is lelket öltenie. Nica beleegyezik, hogy hipnotizálják, így férve hozzá a gyilkosságokban való részvételével kapcsolatos elfojtott emlékeihez. Foley-t, aki szexuálisan zaklatta Nicát, Chucky hátulról leüti. Foley úgy véli, Nica volt az, aki bántalmazta őt, de megzsarolja és szexuális szívességért cserébe hajlandó hallgatni. Madeleine egy párnával megfojtja a Jófiú babát, így kénytelen szembesülni valódi gyermeke halálának következményeivel. Az ápolók Madeleine megnyugtatása érdekében elássák a babát.
Andy elhatározza, véget vet a vérengzésnek és megmenti Nicát, ezért az egyik biztonsági őr megtámadásával páciensként bekerül az intézetbe. Az egyik ápoló, Carlos csomagot kézbesít Foleynak: egy másik Jófiú babát. Madeleine-t meglátogatja a saját babája, amely feltámadt a sírból és a nő hagyja, hogy a baba megölje őt, remélve, így végre ismét a gyermekével lehet. Foley megpróbálja megtámadni Nicát, de az egyik Chucky baba kiüti. Immár két baba él, mivel Madeline babája megosztotta a lelkét Foley babájával. Az egyik baba felébreszti a rövid hajú babát, amit Andy küldött, benne egy fegyverrel. A három Chucky elárulja, hogy az eredeti Chucky talált egy voodoo varázsigét az interneten, amivel a lelkét több gazdatestbe tudja szétválasztani, ezzel egy "kultuszt" hozva létre. Alice volt az egyik gazdatest, de egy fizikai összetűzés során meghalt. Ezután a babák Nica szeme láttára megölik Carlost.
Tiffany visszatér és elvágja egy biztonsági őr torkát. Foley Chucky babája átviszi a lelkét Nicába, így a nő újra képes lesz járni. Ezután Foley fejére tapos, a korábban épp tőle kapott magas sarkú cipővel, megölve őt. Rábukkan Malcolmra, aki bevallja Ashley nővér megölését, majd Madeleine Chuckyja végez Malcolmmal is. Andy rövid hajú Chuckyja megtámadja Andyt, de Andy benyúl a baba mellkasába és kihúzza az oda elrejtett pisztolyát. Lelövi a babát és széttapossa a fejét. Nica megjelenik és kigúnyolja őt. Andy megpróbál rálőni, de kifogyott a lőszere. Az intézményt zárlat alá helyezik, aminek következtében Andy a cellájában ragad.
Miután Andy Chucky-jának legyőzése után Madeleine Chucky-ja babamódba kapcsol és a Foley Chucky-ja által megszállt Nicának sikerül megszöknie. "Újraegyesül" Tiffanyval, mielőtt együtt elhajtanak a Tiffany-babával – kiderül, Tiffany életben van és osztozik Tiffany saját lelkének egy részén.
A végefőcím utáni jelenetben Andy egykori mostohatestvére, Kyle lép be Andy házába, akit Andy küldött oda (Andy feltételezhetően megszökött a kórházból), hogy folytassa az eredeti Chucky levágott fejének kínzását, míg ő Nica megmentésére indul.

## Szereplők
| Színész                 | Szereplő            | Magyar hang       |
| ----------------------- | ------------------- | ----------------- |
| Fiona Dourif            | Nica Pierce         | Nemes Takách Kata |
| Brad Dourif             | Chucky babák hangja | Forgács Gábor     |
| Michael Therriault      | Dr. Foley           | Fazekas István    |
| Alex Vincent            | Andy Barclay        | Horváth Gergely   |
| Adam Hurtig             | Malcolm / Michael   | Fehér Tibor       |
| Elisabeth Rosen         | Madeleine           |                   |
| Grace Lynn Kung         | Claire              |                   |
| Martina Stephenson Kerr | Angela              | Kovács Nóra       |
| Zak Santiago            | Carlos ápoló        | Láng Balázs       |
| Ali Tataryn             | Ashley nővér        |                   |
| Jennifer Tilly          | Tiffany Valentine   |                   |
| Summer H. Howell        | Alice Pierce        |                   |
| Christine Elise         | Kyle                |                   |